# Elatine peruviana
Elatine peruviana är en slamkrypeväxtart som beskrevs av Charles Baehni och Macbride. Elatine peruviana ingår i släktet slamkrypor, och familjen slamkrypeväxter. Inga underarter finns listade i Catalogue of Life.